# Grotniki (Złocieniec)
Grotniki – część miasta Złocieniec, osiedle znajdujące się w północnej części miasta przy trasie zlikwidowanej linii kolejowej Złocieniec-Połczyn-Zdrój (stacja kolejowa PKP "Grotniki Drawskie").
W latach 1975–1998 miejscowość administracyjnie należała do województwa koszalińskiego.